# رولاندس فريمانيس
رولاندس فريمانيس (باللاتفية: Rolands Freimanis)‏ مواليد 12 يونيو 1988 في غولبين، لاتفيا، هو لاعب كرة سلة لاتفي. بدأ مسيرته الاحترافية في سنة 2006. يلعب مع أوشاك سبورتيف في الدوري التركي لكرة السلة كلاعب وسط.

## المسيرة الاحترافية
لعب مع إيه إس كي ريغا من سنة 2006 إلى 2008، ثم لعب مع في إي إف ريغا في موسم 2008–2009، ثم لعب مع بيناس ويسكا في الدوري الإسباني في موسم 2010–2011، ثم لعب مع سان سباستيان غيبوثكوا بي سي في سنة 2011، ثم لعب مع سانت جوسيب في الدوري الإسباني في موسم 2011–2012، ثم لعب مع سوتور باسكت مونتيجرانارو في موسم 2012–2013، ثم لعب مع يونيكس قازان في سنة 2015.

## روابط خارجية
- رولاندس فريمانيس على موقع الاتحاد الدولي لكرة السلة (الإنجليزية)
- رولاندس فريمانيس على موقع الدوري الإسباني لكرة السلة (الإسبانية)
- رولاندس فريمانيس على موقع كرة السلة الأوروبية.كوم (الإنجليزية)
- رولاندس فريمانيس على موقع ريلجم (الإنجليزية)
- رولاندس فريمانيس على موقع بروبوليرز (الإنجليزية)
- رولاندس فريمانيس على موقع سبورتس رفرنس (الإنجليزية)